# Live on the King Biscuit Flower Hour 1976
Albums de Black Oak Arkansas
Hot & Nasty: The Best of Black Oak Arkansas
(1993) The Wild Bunch
(1999)
Live on the King Biscuit Flower Hour 1976 est un album qui a été enregistré en public lors du festival de Reading le 29 août 1976 dans le cadre du célèbre radio show américain, le King Biscuit Flower Hour.
C'est un des derniers concert de Black Oak Arkansas avec les membres originaux, le guitariste et membre fondateur avec, Jim Dandy Mangrum, Rickie Lee Reynolds ne participa d'ailleurs plus à cet enregistrement.
L' album ne sortira qu'en 1998 après la création du label King Biscuit Flower Hour Records.

## Titres
- Tous les titres sont signés par Black Oak Arkansas sauf indications. Jim Dandy (To The Rescue) a été enregistré le 24 avril 1974.

| No  | Titre                                 | Auteur                              | Durée |
| --- | ------------------------------------- | ----------------------------------- | ----- |
| 1.  | Hot Rod                               |                                     | 3:44  |
| 2.  | Rock 'n' Roll                         |                                     | 4:44  |
| 3.  | Great Balls Of Fire                   | Jack Hammer / Otis Blackwell        | 2:19  |
| 4.  | Jim Dandy (To The Rescue)             | Lincoln Chase (en)                  | 2:36  |
| 5.  | Hot & Nasty                           |                                     | 4:01  |
| 6.  | Fist Full                             | Jim Dandy Mangrum / Marius Penczner | 3:24  |
| 7.  | Maybe I'm Amazed                      | Paul McCartney                      | 3:18  |
| 8.  | Love On Ice                           | Ruby Starr                          | 3:22  |
| 9.  | When The Band Was Shakin' All Over    | Burton Cummings                     | 3:07  |
| 10. | Lord Have Mercy                       |                                     | 5:19  |
| 11. | Keep The faith                        |                                     | 3:30  |
| 12. | I Love You More Than You'll Ever Know | Al Kooper                           | 6:36  |

## Musiciens participant au concert
- Jim Dandy Mangrum: chant, planche à laver.
- Pat Daugherty: basse, chœurs.
- Stanley Knight: guitares, pedal steel.
- Jimmy Henderson: guitares.
- Tommy Aldridge: batterie, percussion.
- Ruby Starr: chant.
- Marius Penczner: claviers.